# Hermann Friedrich Raupach
Hermann Friedrich Raupach (* 21. Dezember 1728 in Stralsund; † 22. Dezember 1778 in Sankt Petersburg) war ein deutscher Komponist.

## Leben
Hermann Friedrich Raupach war ein Sohn des Stralsunder Organisten Christoph Raupach, von dem er den ersten Musikunterricht erhielt. Sein älterer Bruder Gerhard Christoph Raupach (1708–1759) wurde Organist in der Stralsunder Marienkirche. Sein Onkel Bernhard Raupach war Theologe in Rostock.
Raupach war ab 1755 stellvertretender Cembalist im Hoforchester der Italienischen Gesellschaft in Sankt Petersburg und wurde dort 1758 zum Kapellmeister und Hofkomponisten ernannt. In dieser Zeit komponierte er zwei Opern und zusammen mit Josef Starzer ein Ballett.
Nachdem er 1762 vom Zaren Peter III. mit dem größten Teil der Italienischen Gesellschaft entlassen worden war, verließ er Sankt Petersburg und ging über Hamburg nach Paris. Dort ließ er sich als Musiklehrer nieder. Er komponierte mehrere Sonaten für Klavier und Violine. 1766 traf er hier mit Wolfgang Amadeus Mozart zusammen, der mit ihm musizierte. Diverse Teile aus Mozarts vier »Pasticciokonzerten« basieren auf Raupachs Klaviersonaten.
Im Jahre 1768 folgte er einem erneuten Ruf nach Sankt Petersburg, wo er 1777 zweiter Kapellmeister wurde und das Amt des Direktors der musikalischen Abteilung an der Akademie der Schönen Künste übernahm. Er unterrichtete an der Akademie Kompositionslehre. Neben weiteren Balletten komponierte er eine erfolgreiche komische Oper. Seine Werke wurden über seinen Tod hinaus immer wieder aufgeführt.
Zu seinen Schülern gehörte unter anderem der russische Komponist Jewstignei Ipatowitsch Fomin.

## Werke
- Alceste. Oper, 1758.
- Siroe. Oper, Libretto: Pietro Metastasio, 1760.
- Die Zuflucht der Tugend. Ballett.
- 6 Sonaten für Klavier und Violine op. 1. 1762.
- 4 Sonaten für Klavier und Violine op. 2. 1765.
- Armide et Renaud. Ballett.
- Le Desepoir d’Armide. Ballett.
- Semele et Jupiter. Ballett.
- Dobryje soldaty. Komische Oper, Libretto: Michail Matwejewitsch Cheraskow